# Crenopharynx crassa
Crenopharynx crassa is een rondwormensoort uit de familie van de Phanodermatidae. De wetenschappelijke naam van de soort is voor het eerst geldig gepubliceerd in 1930 door Ditlevsen.